# Paracentrobia magniclavata
Paracentrobia magniclavata är en stekelart som beskrevs av Yousuf och Shafee 1985. Paracentrobia magniclavata ingår i släktet Paracentrobia och familjen hårstrimsteklar. Inga underarter finns listade i Catalogue of Life.